# Mimozeargyna flavomaculata
Mimozeargyna flavomaculata là một loài bọ cánh cứng trong họ Cerambycidae.